# 太田切川 (新潟県)

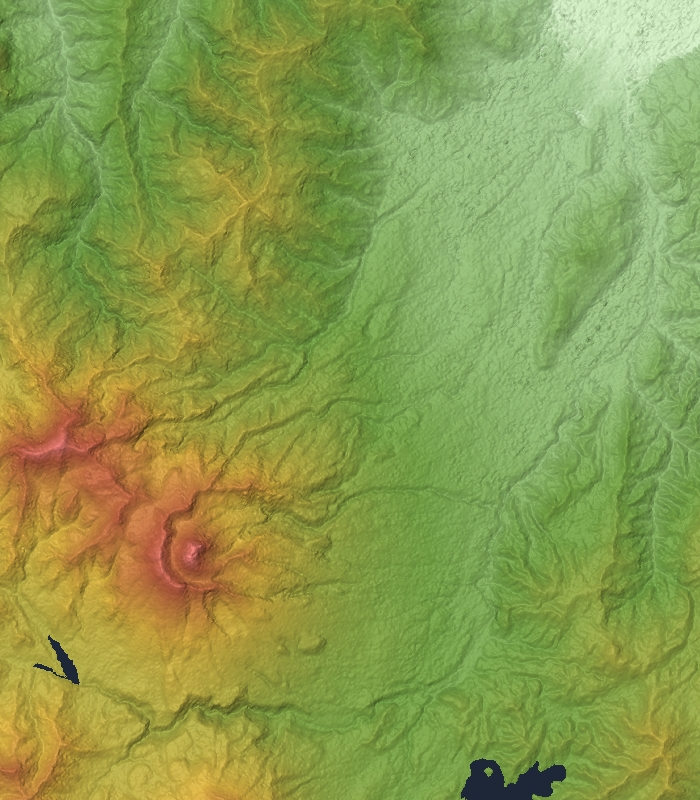
妙高山のカルデラから東へ下る谷が大田切川

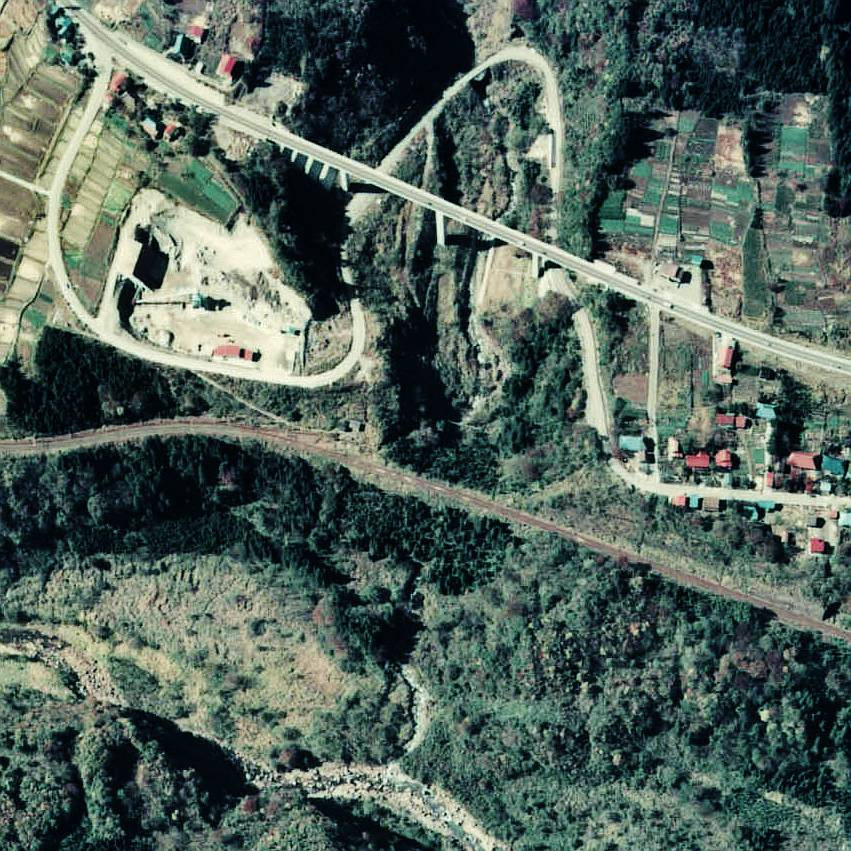
太田切川河口
西（写真上）より流れてきた太田切川が、道路と鉄道橋（大田切橋梁）をくぐり、関川に合流している（写真下中央）。

太田切川（おおたぎりがわ）は、新潟県妙高市を流れる川で、関川水系の一級河川。大田切川とも書く。

## 地理
妙高山に端を発し、東へと流れ、関川に合流する。
上流部は北地獄谷と大倉谷とに分かれており、前者には称明滝や光明滝が、後者には日本の滝百選にも選ばれた惣滝が懸かる。北地獄谷と大倉谷とが合流するあたりに燕温泉がある。その下流に関温泉があり、この付近で太田切川が滝となって流れ落ちている。これは不動滝や大滝と呼ばれており、その高さは20メートルである。北地獄谷に対して南地獄谷もまた妙高山から流れ出ており、これは白田切川となって太田切川と並行して東へと流れ、関川に合流している。
下流の関川合流点付近では上信越自動車道・国道18号・えちごトキめき鉄道妙高はねうまラインが太田切川をまたいでいる。太田切川は最大高さ50 m（メートル）ほどのV字谷を形成し、過去に何度も土石流に見舞われているが、上信越自動車道は谷底に橋脚を設けずアーチ橋である太田切川橋により渡り、国道18号は妙高大橋によって旧橋が大規模なラーメン橋、新橋が大支間の上路トラス橋により渡河する。妙高大橋は、新橋が2021年（令和3年）8月3日に開通した。また、妙高はねうまラインは前身の信越本線敷設時に明治時代中期に建設された大規模な築堤であり、土木学会選奨土木遺産・国登録有形文化財の大田切橋梁により渡っている。

## 画像

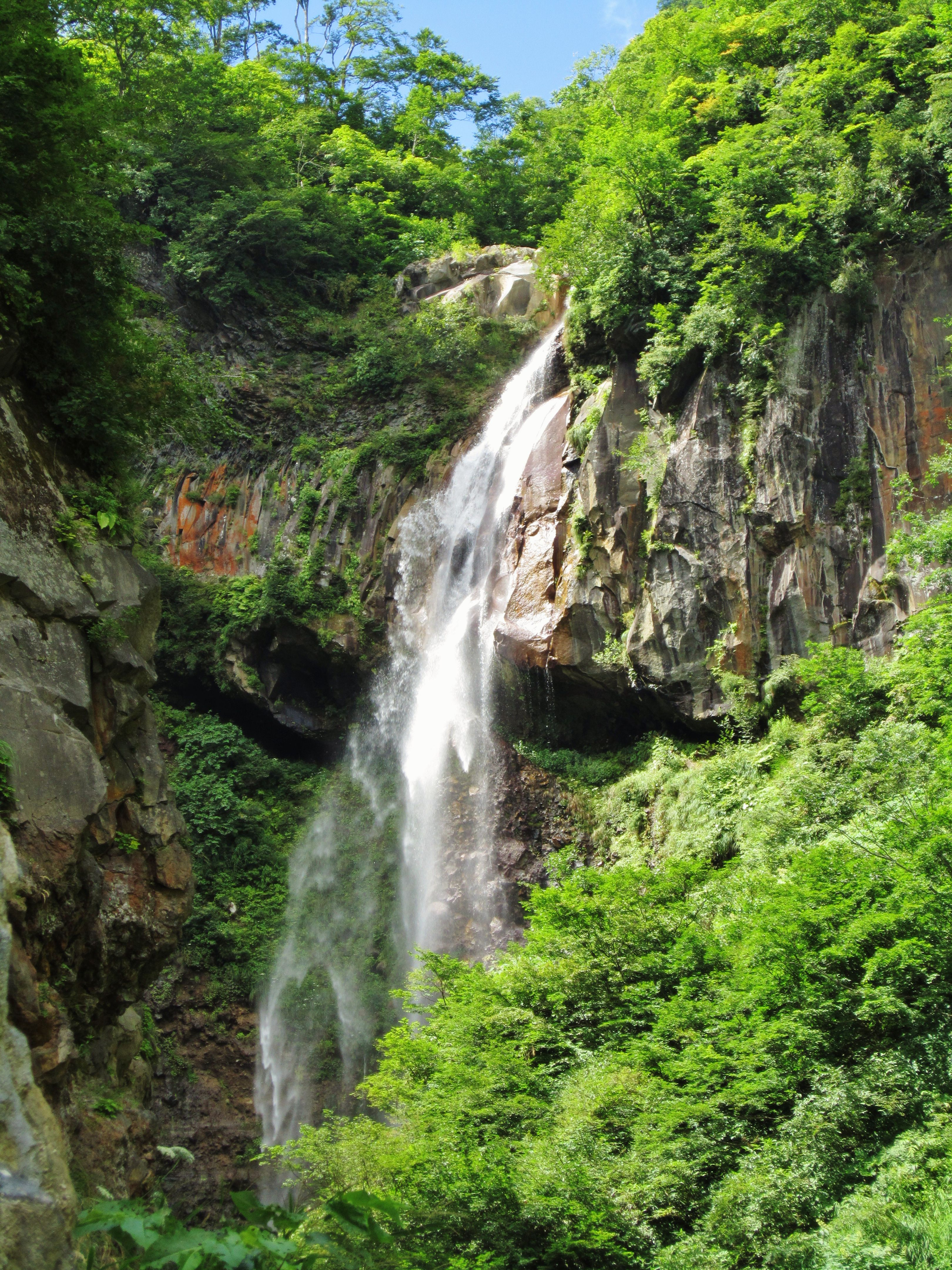
惣滝（大倉谷、日本の滝百選）
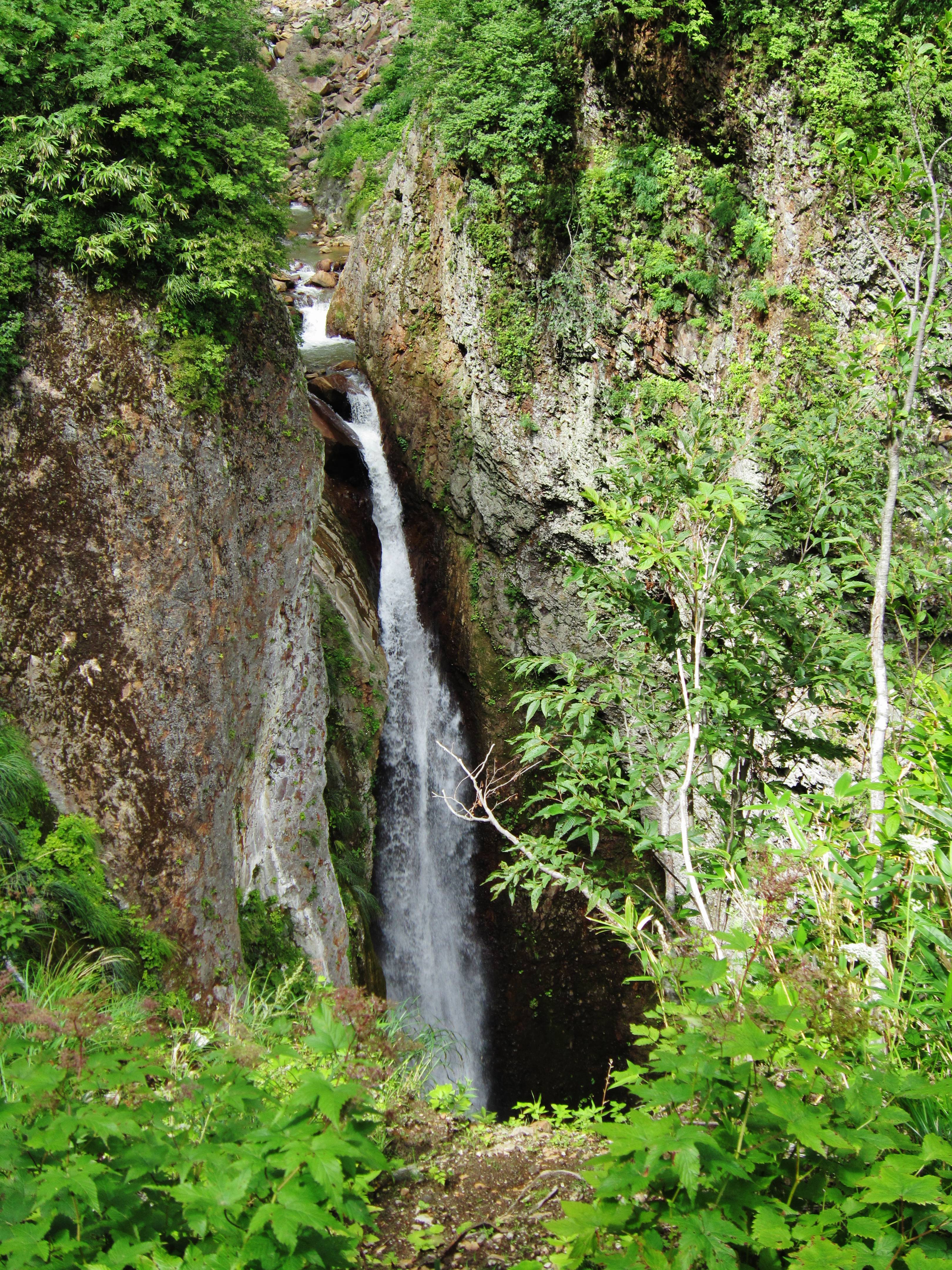
権現滝（大倉谷）
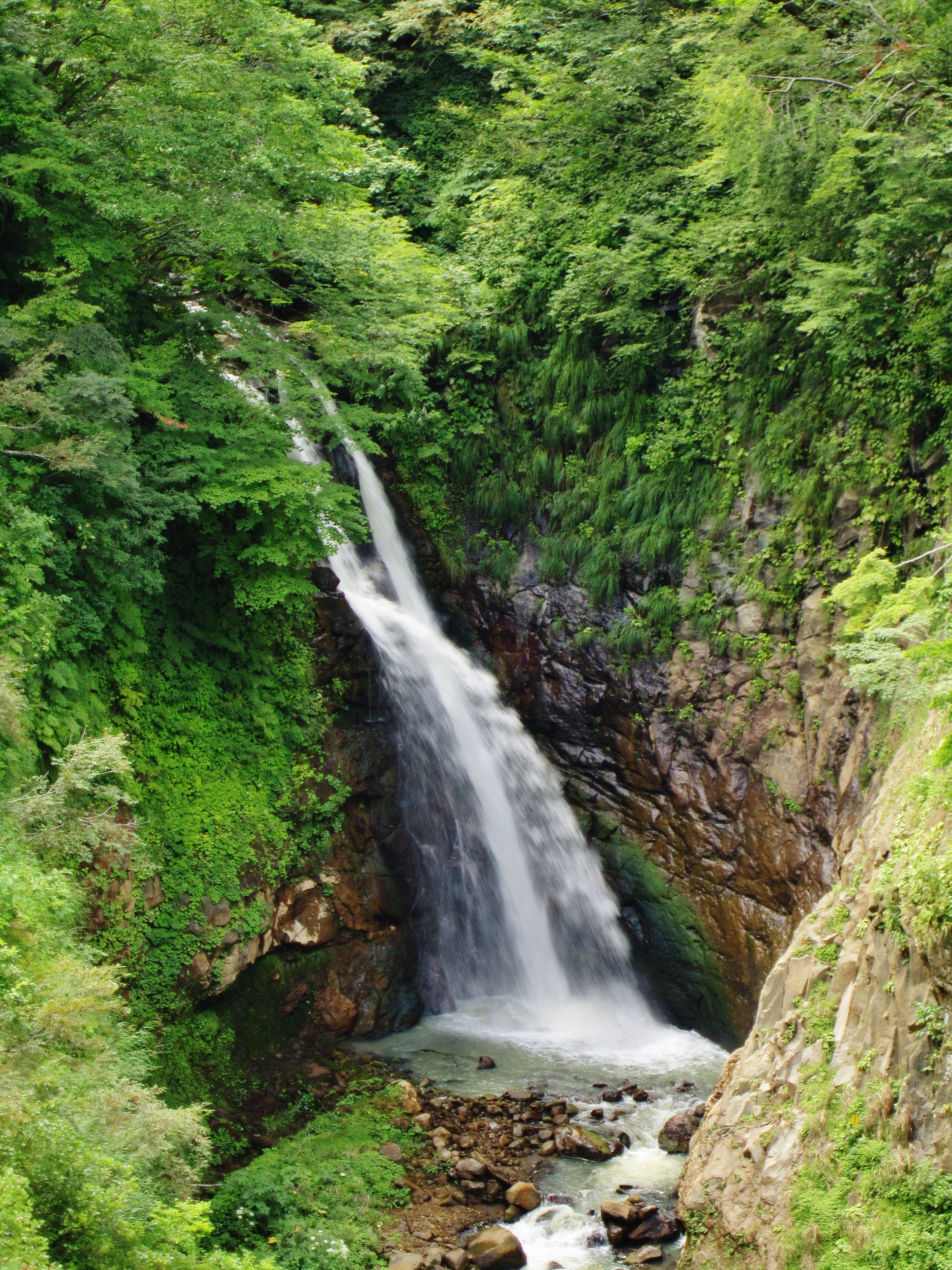
不動滝
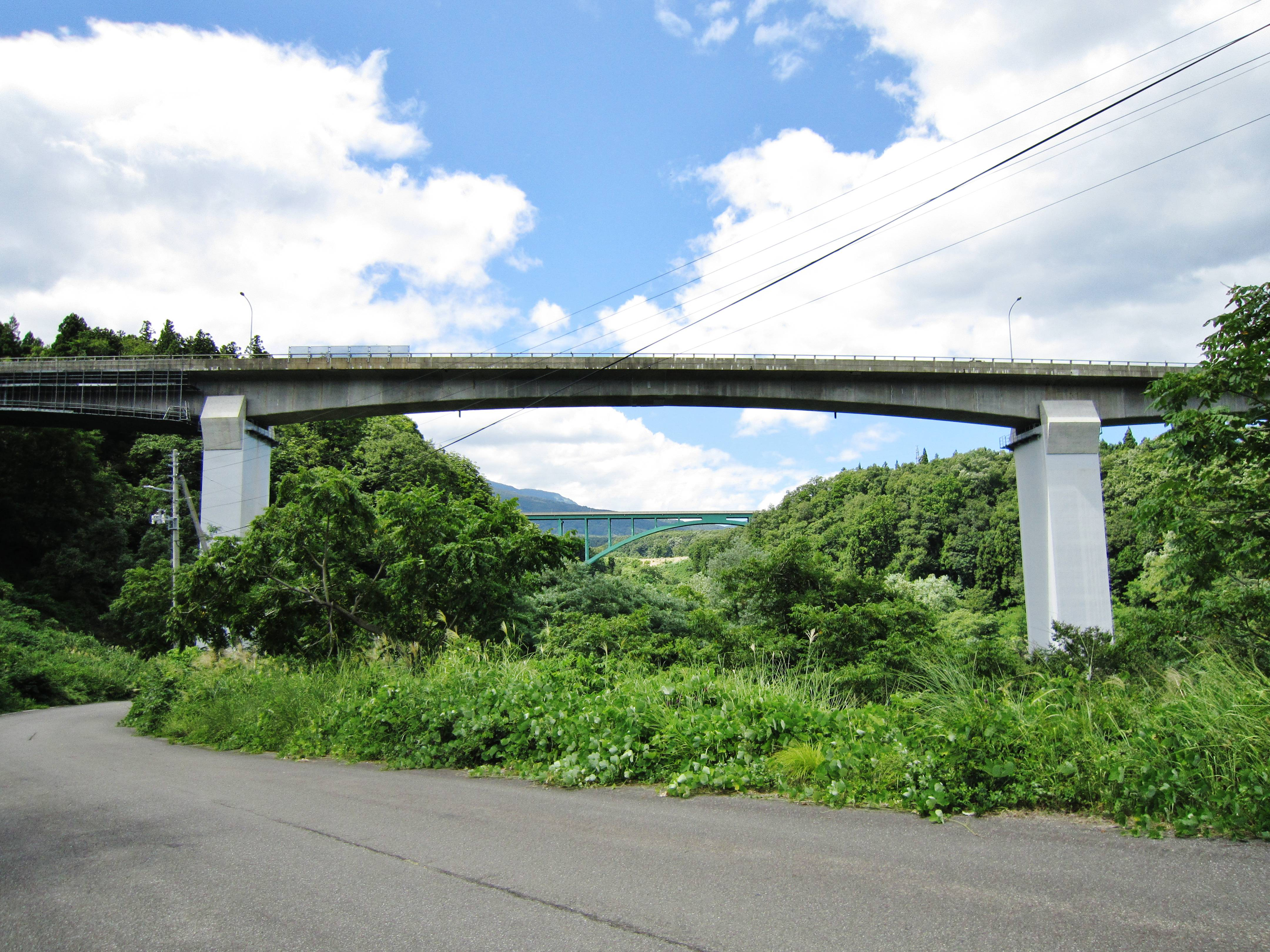
国道18号・妙高大橋（手前）と上信越自動車道・太田切川橋（奥）
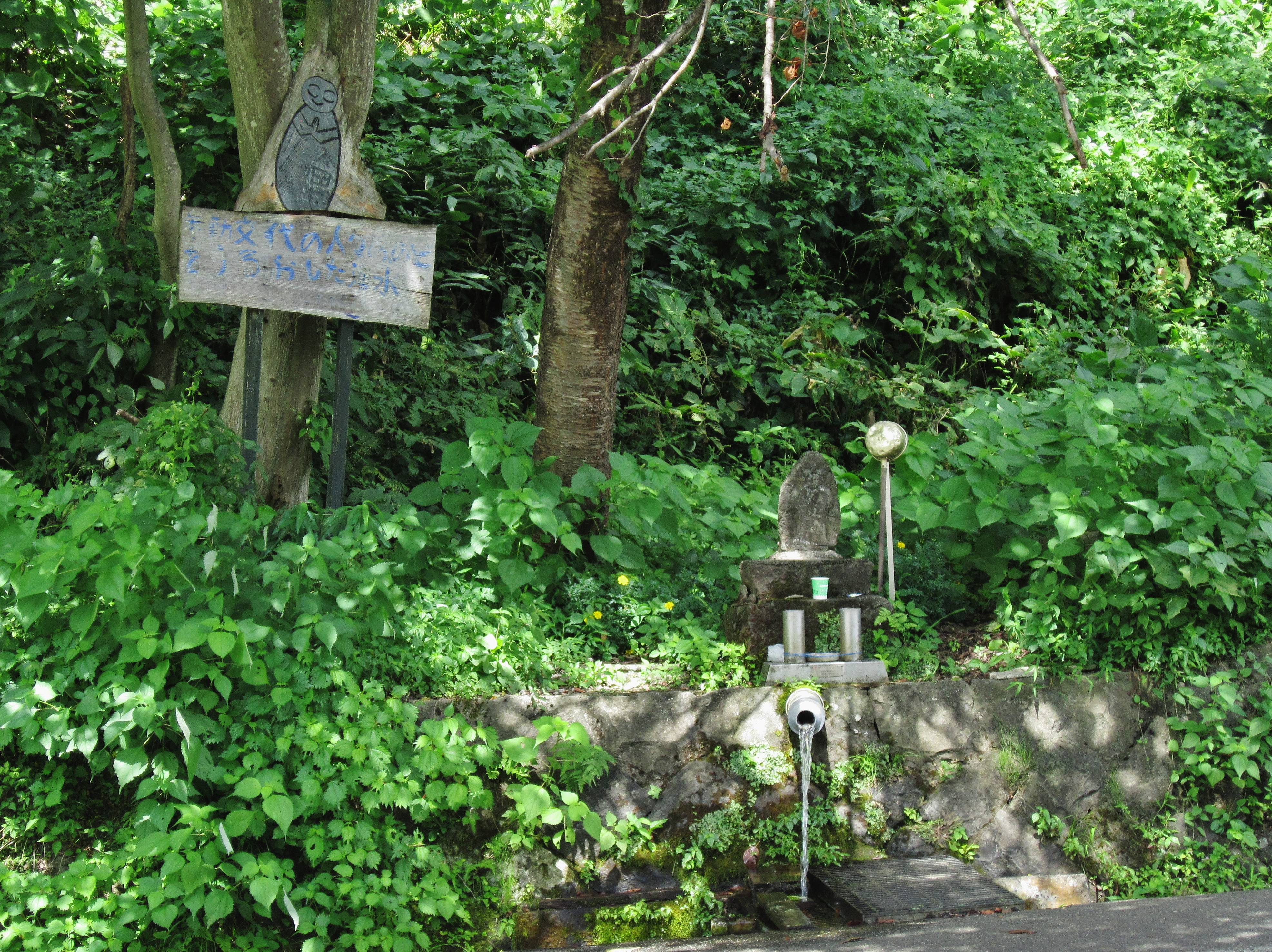
妙高大橋下に湧き出る名水・大田切清水